# Trichocerca rattus
Trichocerca rattus är en hjuldjursart som först beskrevs av Otto Friedrich Müller 1776. Trichocerca rattus ingår i släktet Trichocerca och familjen Trichocercidae. Arten är reproducerande i Sverige. Inga underarter finns listade i Catalogue of Life.